# Hey There!
Pour plus de détails, voir Fiche technique et Distribution.
Hey There! (Seni Buldum Ya) est un film turc sorti en 2021 réalisé par Reha Erdem. Tourné pendant un confinement, il utilise des images de visioconférence. 

## Synopsis
Pendant un confinement lié à la pandémie de COVID-19, par écrans interposés, des hackers tentent de faire chanter des gens en se faisant passer pour des agents gouvernementaux.

## Fiche technique
- Titre anglais : Hey There!
- Titre original : Seni Buldum Ya
- Réalisation : Reha Erdem
- Production ; Ömer Atay
- Distribution : MUBI
- Date de sortie : 
  -  Turquie : 13 mars 2021 En Turquie, le film n'est pas sorti en salles (les cinémas étant fermés à cause du COVID-19) mais sur le site internet MUBI[1], dont un des fondateurs (Efe Çakarel) est turc[2]
  -  États-Unis : avril 2021 (Boston Turkish Film Festival)[3]

## Distribution
- Serkan Keskin (en)
- Nihal Yalçın
- Bülent Emin Yarar
- Ezgi Mola
- Taner Birsel (en)
- Tilbe Saran (tr)
- Esra Bezen Bilgin (tr)
- Tansu Biçer (en)
- Ecem Uzun (tr)

## Production
Les acteurs ont tourné dans leurs propres domiciles, avec des rôles écrits spécialement pour eux

## Critiques
- Julie Rousselot, Le Mag Cinéma, Hey there! : Reha Erdem se réinvente : « Le long-métrage semble réellement filmé via les caméras des ordinateurs respectifs des protagonistes, donnant une image particulièrement mauvaise au long-métrage. Les acteurs en revanche sont excellents »
- Kenan Behzat Sharpe, Gazete Duvar, “Hey There!” turns pandemic into dark comedy gold, 21 mars 2021 : «  Le COVID-19 est présent à l'arrière-plan du film (implicitement, du fait que tout le monde est coincé à la maison) mais n'est pas abordé de manière trop directe.  »
- Rouven Linnarz, Asian Movie Plus, Film Review: Hey There! (2021) by Reha Erdem, 21 mars 2021 : « Même si son esthétique peut devenir lassante au bout d'un moment, la créativité, l'expression et la soif de vivre ne manquent pas dans les différents épisodes et images de ce film. »
- Boston Turkish Film Festival : « Écrit et tourné en zoom pendant la pandémie mondiale, le film "Hey There !", du réalisateur de renommée internationale Reha Erdem, réunit virtuellement certains des acteurs les plus connus de Turquie, dans leur propre maison, avec des personnages écrits spécialement pour eux. »